# Miss Rio Grande do Sul 2016
Miss Rio Grande do Sul 2016 foi a 62ª edição do tradicional concurso de beleza feminina do estado. Candidatas de diversas partes do Rio Grande do Sul tentaram levar a mais cobiçada coroa estadual, que a credencia para o Miss Brasil 2016.  O evento contou com a participação de 30 aspirantes municipais que se realizou no Auditório Araújo Vianna, na capital gaúcha. Até chegar a esse número exato, mais de oitenta garotas passaram pela seletiva na cidade de Novo Hamburgo, no dia 28 de maio.  Pela primeira vez televisionado para todo o país,  o Miss Rio Grande do Sul foi apresentado pelos atores Mariana Rios e Cássio Reis.  Desde 2013, o concurso é coordenado pelo empresário Carlos Totti. Marthina Brandt, vencedora da edição de 2015 e posteriormente Miss Brasil 2015,  coroou sua sucessora ao título no final do evento.

## Resultados

### Colocações
Entre as grandes novidades dessa edição foi a parceria com o Twitter que permitiu que o público participasse ativamente da disputa. Desta vez, além de votar pelo site os espectadores também puderam escolher a candidata pelo Twitter oficial da Band, por meio da hashtag "ganha + o nome da cidade". A soma dos votos das duas plataformas elegeu a 15ª candidata na disputa pelo título. 

| Posição                 | Município e Candidata |
| Vencedora               | - Tapera - Letícia Borghetti |
| 2º. Lugar               | - Capão da Canoa - Patrícia Padilha |
| 3º. Lugar               | - Santo Antônio da Patrulha - Katiane Rosa |
| Finalistas              | - Arroio do Sal - Gabriella Soltys - Esteio - Natália Minetto |
| (TOP 10) Semifinalistas | - Caiçara - Camila Stefanello - Constantina - Nathalia Deon - Horizontina - Bárbara Pais - Piratini - Francielle Reis - Porto Alegre - Roberta Mocelin                             |
| (TOP 16) Semifinalistas | - Alegrete - Eduarda Pileca - Arroio do Meio - Samara Gonçalves - Cruzeiro do Sul - Manuela Teixeira - Estrela - Maiara Biberg - Ivoti - Dara Kruger - Uruguaiana - Andryelle Rosa |

### Prêmios Especiais
A eleita pelo voto popular entrou automaticamente no Top 15 da competição: 
| Prêmio            | Município e Candidata            |
| Miss Be Emotion   | - Piratini - Francielle Reis     |
| Miss Voto Popular | - Porto Alegre - Roberta Mocelin |

### Desafio Fashion
A que se destacou nesta categoria esteve entre as 16: 
| Posição | Município e Candidata               |
| 1       | - Arroio do Meio - Samara Gonçalves |

### Ordem dos Anúncios
| 1. Arroio do Sal 2. Caiçara 3. Capão da Canoa 4. Cruzeiro do Sul 5. Esteio 6. Horizontina 7. Estrela 8. Tapera 9. Piratini 10. Santo Antônio da Patrulha 11. Constantina 12. Ivoti 13. Uruguaiana 14. Alegrete 15. Porto Alegre 16. Arroio do Meio | 1. Arroio do Sal 2. Caiçara 3. Capão da Canoa 4. Esteio 5. Porto Alegre 6. Tapera 7. Piratini 8. Santo Antônio da Patrulha 9. Constantina 10. Horizontina | 1. Capão da Canoa 2. Esteio 3. Tapera 4. Santo Antônio da Patrulha 5. Arroio do Sal | 1. Santo Antônio da Patrulha 2. Capão da Canoa 3. Tapera |

## Jurados
Personalidades do ramo artístico e da moda: 
| 1. Miro, fotógrafo; 2. Marina Streb, modelo; 3. Lino Villaventura, estilista; 4. Sérgio Zukov, empresário; 5. Saulo Fonseca, beauty artist; 6. Patricia Pontalti, consultora de moda; 7. Laura Wie, ex-modelo e apresentadora; 8. Rayza Nicácio, modelo e blogueira; 9. Ico Thomaz, jornalista da Band; 10. Roberta Weber, stylist; 1. Carol de Barba, repórter do site RG; 2. Sabrina Schulke, booker e proprietária da agência Cast One; 3. Rodrigo Toigo, diretor fashion da Ford Models. | 1. Tanise Haas, personal stylist; 2. Gabriela Markus, Miss Brasil 2012; 3. Eric Maekawa, cabeleireiro e maquiador; 4. Marcelo Soes, coordenador do Mister RS; 5. Accacio Scarpelinni, booker comercial da Ford Models. 6. Natana De Leon, da Digital Influencer; 7. Gabriela Lerina, jornalista da Band; 8. Ana Ferrary, produtora de beauty; 9. Vitória Cuervo, estilista; |

## Programação Musical
Músicas que são tocadas durante as etapas do concurso:
- Abertura: Instrumental de Hique Gomez (Ao vivo) - Coreografia por Paula Bonadio & Ballet.

- Desfile de Maiô: Die Another Day de Madonna.

- Desfile de Biquini: Onde Você Está de Vitor Kley (Ao vivo).

- Desfile de Gala: Libertango (Instrumental) de Hique Gomez (Ao vivo).

- Final Look: Can't Stop the Feeling! de Justin Timberlake.

- Despedida: Paradise de Coldplay.

## Candidatas

### Oficiais
As 30 selecionadas que competiram pela coroa: 
| - Alegrete - Eduarda Pileca - Arroio do Meio - Samara Gonçalves - Arroio do Sal - Gabriella Soltys - Bento Gonçalves - Ana Cláudia Diehl - Caiçara - Camila Stefanello - Cambará do Sul - Giane Tessis - Canoas - Angélica Silveira - Capão da Canoa - Patrícia Padilha - Constantina - Nathalia Deon - Cruzeiro do Sul - Manuela Teixeira | - Esteio - Natália Minetto - Estrela - Maiara Biberg - Gramado - Vanessa Kisiolar - Horizontina - Bárbara Pais - Ivoti - Dara Kruger - Itaara - Tainara Machado - Maquiné - Marthina Rech - Morro Redondo - Daiana Krause - Passo Fundo - Gisele Silveira - Pelotas - Joanne Santos | - Piratini - Francielle Reis - Porto Alegre - Roberta Mocelin - Santa Maria - Aline Gonçalves - Santo Antônio da Patrulha - Katiane Rosa - São Francisco de Paula - Daiana Kilpp - São José dos Ausentes - Ana Luiza Velho - Sapiranga - Marina Hartz - Tapera - Letícia Borghetti - Uruguaiana - Andryelle Rosa - Xangri-lá - Mônica Seidel |

## Seletiva
Participaram da seletiva, as candidatas de: 
| - Alegrete - Eduarda Pileca - Alto Feliz - Natacha Gobbi - Ametista do Sul - Nome não encontrado - Arroio do Meio - Samara Gonçalves - Arroio do Sal - Gabriella Soltys - Balneário Pinhal - Luzia Oss - Bento Gonçalves - Ana Cláudia Diehl - Cachoeira do Sul - Eduarda Brendler - Cachoeirinha - Nathyelle Rangel - Caiçara - Camila Stefanello - Cambará do Sul - Giane Tessis - Campo Bom - Laís Ribeiro - Canguçu - Tanise Silva - Canela - Jéssica Rodrigues - Canoas - Angélica Silveira - Capão da Canoa - Patrícia Padilha - Capão do Leão - Lígia Kolling - Caraá - Nome não encontrado - Carazinho - Gabriela Bertaluci - Caxias do Sul - Nome não encontrado - Constantina - Nathalia Deon - Cruzeiro do Sul - Manuela Teixeira - Dois Irmãos - Jéssica Knorst - Erechim - Pâmela Oliveira - Estância Velha - Franciéle Lopes - Esteio - Natália Minetto - Estrela - Maiara Biberg | - Feliz - Gabriella Seidl - Fontoura Xavier - Nome não encontrado - Frederico Westphalen - Ioli Ferro - Gramado - Vanessa Kisiolar - Gravataí - Cíntia Lima - Horizontina - Bárbara Pais - Lajeado - Camila Welter - Itaara - Tainara Machado - Ivoti - Dara Kruger - Jaguarão - Ednaira Nunes - Jaguari - Luciana Balbom - Maquiné - Marthina Rech - Montenegro - Nicole Facchini - Morro Redondo - Daiana Krause - Mostardas - Flaviane Lima - Nova Petrópolis - Júlia Lemos - Nova Santa Rita - Luana Kunitz - Novo Hamburgo - Monalisa Menezes - Passo Fundo - Gisele Silveira - Pelotas - Joanne Santos - Piratini - Francielle Reis - Porto Alegre - Roberta Mocelin - Roca Sales - Priscila Paixão - Rosário do Sul - Isadora Aguiar - Salto do Jacuí - Dândara Dornelles - Santa Cruz do Sul - Raphaela Hagemann - Santa Maria - Aline Gonçalves | - Santa Vitória do Palmar - Luiza Martins - Santo Ângelo - Daniela Karling - Santo Antônio da Patrulha - Katiane Rosa - Sapiranga - Marina Hartz - Sapucaia do Sul - Maéli Schoenwald - São Francisco de Paula - Daiana Kilpp - São Gabriel - Fabiana Kaufmann - São Jerônimo - Camila Becker - São José dos Ausentes - Ana Luiza Velho - São Leopoldo - Stefer Scherer - São Lourenço do Sul - Alice Müller - São Marcos - Patrícia Gaio - Silveira Martins - Anuska Antonello - Tapes - Priscila Paixão - Tapera - Letícia Borghetti - Taquara - Nome não encontrado - Taquari - Grazi Ochoa - Teutônia - Daniela Stimamiglio - Torres - Nome não encontrado - Tramandaí - Nome não encontrado - Três Coroas - Jéssica Petry - Turuçu - Júlia Pinheiro - Uruguaiana - Andrielle Rosa - Vacaria - Marceli Calgaro - Venâncio Aires - Amanda Müller - Xangri-lá - Mônica Seidel |

## Ligações Externas
- Site Oficial do Miss Brasil
- Site Oficial do Miss Universo (em inglês)
- Site Oficial do Miss Rio Grande do Sul